# سم تاتا
سم تاتا (انگلیسی: Sam Tata; ۳۰ سپتامبر ۱۹۱۱ – ۳ ژوئیهٔ ۲۰۰۵) عکاس اهل چین بود.